# Centro y Santuario del Campo de Estudio de Wirrimbirra
El Centro y Santuario del campo de estudio de Wirrimbirra (inglés: Wirrimbirra Field Study Centre and Sanctuary) es un jardín botánico y arboreto de 90 hectáreas de extensión, próximo a Tahmoor, Nueva Gales del Sur, Australia. 
El código de reconocimiento internacional de "Wirrimbirra Field Study Centre and Sanctuary" como miembro del "Botanic Gardens Conservation Internacional" (BGCI), así como las siglas de su herbario es WIRBI.

## Localización e información
El jardín botánico está junto al río Bargo en los matorrales del Bargo Brush.
Wirrimbirra Field Study Centre and Sanctuary Remembrance Drive, Bargo, NSW 2574 Australia.
Planos y vistas satelitales.34°22′35.76″S 150°39′6.12″E / -34.3766000, 150.6517000
Este jardín botánico está abierto todos los días del año.

## Historia
El "Wirrimbirra Sanctuary" fue establecido en los años 60 para preservar el "Bargo Brush" (matorral del Bargo), un ecosistema amenazado, y para promover el uso de las plantas nativas australianas. 
El santuario es hoy centro de flora australiana, de educación y de investigación de la fauna. Mientras que no es un parque zoológico, usted puede vagar a lo largo de senderos pudiéndose observar en su hábitat natural a canguros, Ualabís, bandicotas, oposum, equidnas, serpientes, lagartos, ranas y muchas especies de pájaros. 

## Colecciones

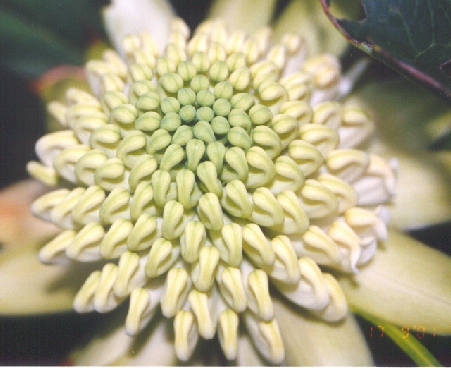
Inflorescencia de Telopea ‘Wirrimbirra White’.

En el jardín botánico el 100 % de las colecciones pertenecen a la flora australiana.
Entre las especies vegetales destacables la "White Waratah" (Telopea ‘Wirrimbirra White’), helechos "Thistle Harris Ferns".